# Deutsches Frauenwerk
La Deutsches Frauenwerk ou DFW en français : « l’Œuvre des femmes allemandes » était une organisation féminine nazie créée en octobre 1933 par Rudolf Hess.

## Histoire

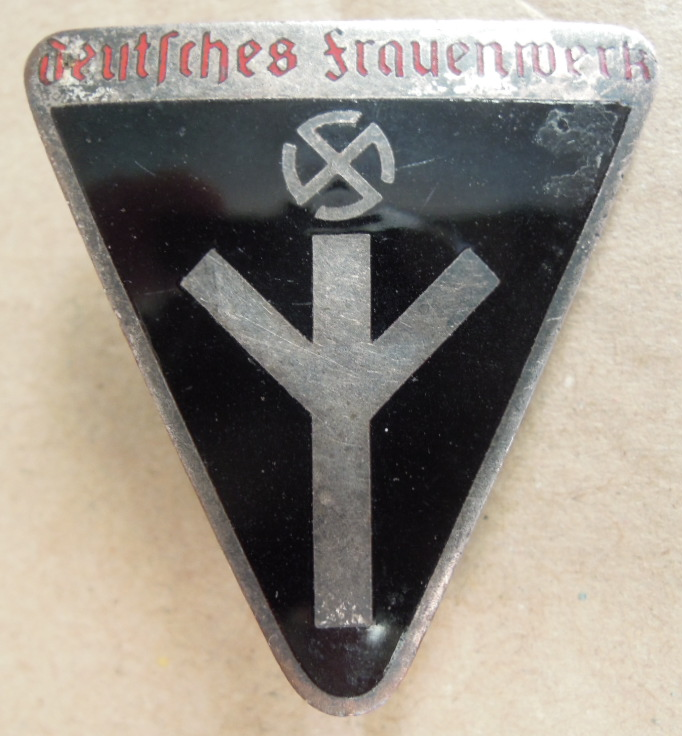
Badge de la Frauenwerk.

La Deutsches Frauenwerk est une organisation féminine nazie qui rassemble, sous sa tutelle, les membres des associations de femmes (associations non communistes ou socialistes) de la République de Weimar. On y trouve surtout des organisations bourgeoises conservatrices, comme l'Union des femmes protestantes ou l'Union de la Reine Louise. La super-structure qui les englobait, la Bund Deutscher Frauenverein, se saborde en 1933 pour ne pas être mise au pas.
L'association est étroitement liée avec le NS-Frauenschaft de Gertrud Scholtz-Klink. On compte environ 1,7 million de femmes au sein du DFW, alors que le NSF comptabilise 2,3 millions membres. Elle organise la « formation de la mère », qui entre 1934 et 1937 seulement forment environ 1,14 million de femmes à l'aide de 54 000 cours. Le livre de Johanna Haarer (de) La Mère allemande et son premier enfant est pris en exemple.